# Heterocontrole
Heterocontrole é um princípio de Saúde Pública aplicado ao campo da vigilância sanitária. Foi proposto por Narvai, em 1982, como "o princípio segundo o qual se um bem ou serviço qualquer implica risco ou representa fator de proteção para a saúde pública então além do controle do produtor sobre o processo de produção, distribuição e consumo deve haver controle por parte das instituições do Estado." 
O heterocontrole vem sendo amplamente utilizado no Brasil, sobretudo na área de vigilância sanitária das águas de abastecimento público, uma vez que a efetividade dessa medida preventiva da cárie dentária depende da adequação do teor de flúor e da continuidade do processo. A interrupção, temporária ou definitiva, faz cessar o efeito preventivo da medida. Essa característica faz com que seja indispensável o seu controle, seja em termos operacionais nas estações de tratamento de água, seja em termos de vigilância sanitária. No primeiro caso, deve haver procedimentos rotineiros de controle operacional.